# Prasinocyma leucocycla
Prasinocyma leucocycla là một loài bướm đêm trong họ Geometridae.